# 데이비드 프랑크 시우바 사코니
데이비드 프랑크 시우바 사코니(포르투갈어: Deyvid Franck Silva Sacconi, 1987년 4월 10일 ~ )는 짧게 데이비드 사코니라 불리는 이탈리아계 브라질의 축구 선수로, 포지션은 공격형 미드필더다. 현재 브라질의 구단 브라지우 지 펠로타스에서 활약하고 있다. 이탈리아 여권을 소유중이며, 이탈리아 국적을 이중 보유하고 있다.

## 선수 경력
데이비드 사코니는 캄페오나투 브라질레이루 세리이 B의 구아라니 FC에서 축구를 시작하여, 그 곳에서 프로 데뷔전을 가졌다. 이후 2007년 세리이 A의 명문 구단 SE 파우메이라스로 이적하였고, 31경기에 출전하여 5골을 기록하였다. 이후 고이아스 EC, 그레미우 바루에리, 나우치쿠 카피바리비 그리고 CA 브라간치누로 임대 생활을 보냈으나, 주전자리를 꿰차지는 못하였다.
2012년 J1리그 베갈타 센다이로 이적하여 처음으로 브라질 외의 구단에서 활약하였으며, 2013년부터 2014년까지 아제르바이잔의 하자르 렌케란에서도 뛰었다. 이후 ABC FC로 이적하여 잠시 고국으로 복귀하였다. 데이비드 사코니는 다시 아시아 무대로 떠났으며, 2016 시즌 대한민국 K리그 챌린지 대구 FC에서 활약한 바 있다. 대구에서 활약했을 당시 K리그 등록명은 데이비드였다. 이후 이란 프로리그의 에스테글랄 후제스탄으로 이적하였으며, 본인의 아시아 세번째 구단이 되었다.